# Hylaeus clypearis
Hylaeus clypearis är en biart som först beskrevs av Schenck 1853.  Hylaeus clypearis ingår i släktet citronbin, och familjen korttungebin. Inga underarter finns listade i Catalogue of Life.